# Escroc malgré lui
Pour les articles homonymes, voir Dear God.
Pour plus de détails, voir Fiche technique et Distribution.
Escroc malgré lui ou Cher bon Dieu au Québec (Dear God) est un film américain réalisé par Garry Marshall, sorti en 1996.

## Synopsis
À la suite d'une escroquerie manquée, Tom Turner se retrouve devant un juge : ce dernier remarque que Tom n'a jamais eu un véritable travail jusque-là, lui propose soit de trouver un travail et de le garder pendant un an, ou la prison. Il choisit de travailler et par une connaissance obtient un poste dans le secteur du courrier non distribué à répartir suivant l'objet (déchiré, sans adresse, non timbré, etc.). Parmi cela un bac des lettres destinées à Dieu. À la suite d'un quiproquo il va réaliser une bonne action envers une personne qui a écrit une lettre à Dieu, chamboulant sa vie et l'intérêt de ses collègues pour leur travail.

## Fiche technique
Sauf indication contraire, les informations mentionnées dans cette section peuvent être confirmées par la base de données cinématographiques IMDb,  présente dans la section « Liens externes ».
- Titre original : Dear God[1]
- Titre français : Escroc malgré lui
- Titre québécois : Cher bon Dieu
- Réalisation : Garry Marshall
- Scénario : Warren Leight et Ed Kaplan
- Direction artistique : Gregory Bolton
- Décors : Albert Brenner
- Costumes : Deborah Hopper
- Photographie : Charles Minsky
- Montage : Debra Neil-Fisher
- Musique : James Patrick Dunne et Jeremy Lubbock
- Production : Steve Tisch
  - Coproduction : Kearie Peak et Ellen H. Schwartz
  - Production associée : Angel Pine et Karen Stirgwolt
  - Production déléguée : Mario Iscovich
- Société de production : Rysher Entertainment
- Société de distribution : Paramount Pictures
- Budget : 22 millions de $US[2].
- Pays d'origine :  États-Unis
- Langue originale : anglais
- Format : couleur - 1,85:1 - 35 mm - son Dolby
- Genre : Comédie
- Durée : 112 minutes
- Dates de sortie cinéma : 
  - États-Unis : 1er novembre 1996
  - France : pas de sortie en salle.
- Date de sortie DVD :
  - France : 24 avril 2004[3]

## Distribution
Sauf indication contraire, les informations mentionnées dans cette section peuvent être confirmées par la base de données cinématographiques IMDb,  présente dans la section « Liens externes ».
- Greg Kinnear (VF : Luc Mitéran) : Tom Turner
- Laurie Metcalf (VF : Laure Sabardin) : Rebecca Frazen
- Maria Pitillo (VF : Véronique Volta) : Gloria McKinney
- Tim Conway : Herman Dooly
- Hector Elizondo (VF : Michel Tugot-Doris) : Vladek Vidov
- Jon Seda (VF : Franck Capillery) : Claudio Gomez
- Roscoe Lee Browne : Idris Abraham
- Anna Maria Horsford : Lucille Barnett
- Kathleen Marshall (VF : Nathalie Spitzer) : Wendy
- Isadora O'Boto : Mary
- Felix Pire (VF : Patrick Mancini) : Ramon
- Donal Logue (VF : Marc Saez) : Webster
- Nancy Marchand : la juge Kits Van Heynigan
- Coolio (VF : Patrice Baudrier) : Gerard
- Toby Huss (VF : Arnaud Arbessier) : le pasteur faisant un sermon sur Thomas
- Stephanie Niznik (VF : Michèle Buzynski) : Emanda Maine
- John Pinette (en) (VF : Jean-Loup Horwitz) : Junior
- Seth Mumy (VF : Hervé Grull) : Joey McKinney
- Timothy Stack (VF : Philippe Bellay) : le cousin Guy
- Jack Klugman : Jemi
- Ellen Cleghorne (en) (VF : Maïk Darah) : Marguerite
- Deborah Benson : Juanita, la mère
- Odette Annable : Angela, la fille
- Sam McMurray (VF : Max André) : Stuart, le procureur fédéral
- Larry Miller (VF : Max André) : le juge d'état
- Rue McClanahan (VF : Danièle Hazan) : la mère de Turner
- Valerie Wildman (VF : Véronique Augereau) : la 2e touriste de Memphis
- Barbara Marshall (VF : Véronique Augereau) : sœur Charlotte
- Patrick Richwood : l'employé fédéral
- Jim Meskimen (VF : Patrice Baudrier) : le procureur d'état
- Jeris Poindexter (en) (VF : Thierry Desroses) : Andre James, le journaliste local
- Barbara Beck (VF : Anne Jolivet) : elle-même, la journaliste
- Tony Danza : lui-même (non crédité)
- Christopher Darden (VF : Thierry Desroses) : lui-même (non crédité)
- David Hasselhoff : lui-même (non crédité)
- Garry Marshall (VF : Michel Bardinet) : Preston Sweeney (non crédité)

 Source et légende : version française (VF) sur RS Doublage et selon le carton du doublage français.

## Box-office
- États-Unis,  Canada[5] : 7 138 523 $

## Autour du film
- Il s'agit du premier rôle au cinéma du rappeur Coolio.